# Vogelzangbos (Zottegem)
Het Vogelzangbos is een bos- en natuurgebied in Grotenberge, deelgemeente van de Belgische stad Zottegem. Het Vogelzangbos sluit aan bij Domein Breivelde. In de vallei van de Warandebeek werd eind 2021 (tussen 'Warande' en 'Vogelzang', vlakbij Richtpunt Campus Zottegem) een 2 hectare groot inheems loofbos (zwarte els, wintereik, haagbeuk, veldesdoorn, hazelaar, winterlinde, gewone vogelkers, meidoorn) aangeplant door de provincie Oost-Vlaanderen. Het bloemrijke hooiland (1 hectare) wordt één à twee keer per jaar gemaaid.  In het Vogelzangbos komen verschillende zangvogels, wilde bijen, sprinkhanen en vlinders voor . Het Vogelzangbos is voor wandelaars vrij toegankelijk via het wandelpad door het gebied. In 2023 werd 500 meter Finse piste aangelegd (vanaf sportcentrum Bevegemse Vijvers) aan de rand van het Vogelzangbos.

## Afbeeldingen

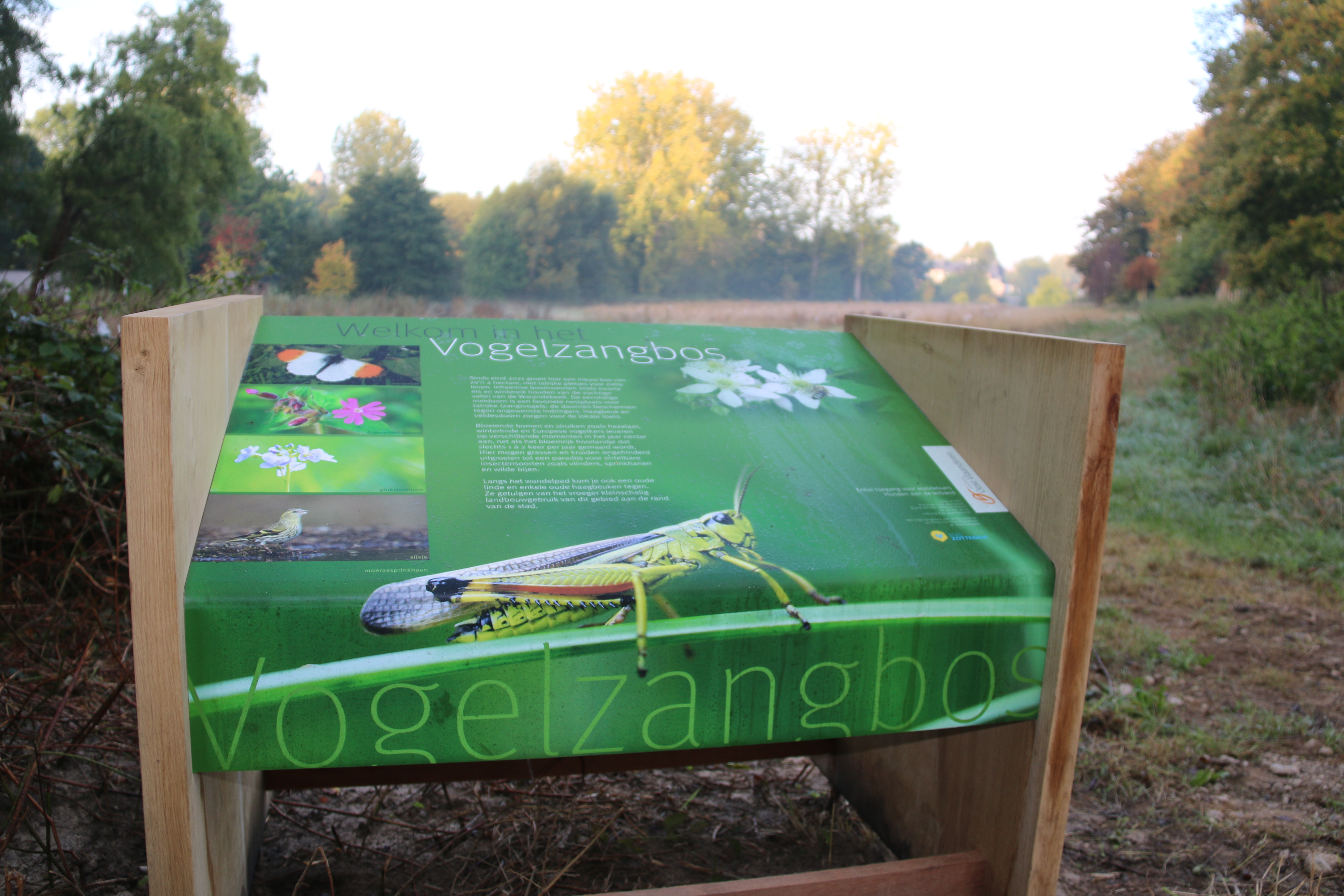
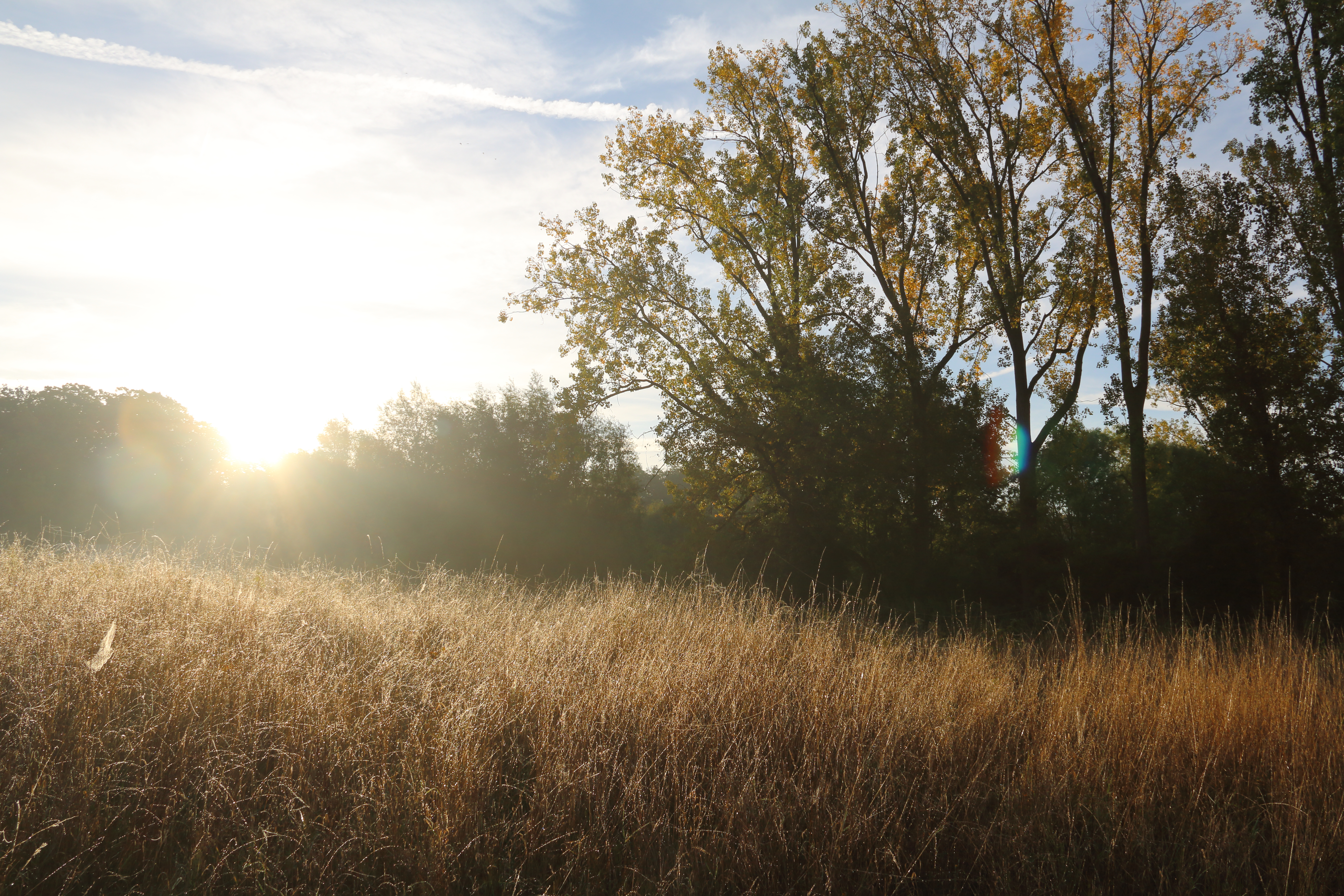